# Östliche Riesensmaragdeidechse
Die Östliche Riesen-Smaragdeidechse (Lacerta media) ist eine große orientalische Eidechsenart mit grüner Grundfärbung. Erst mit dem Nachweis mangelnder Kreuzbarkeit sowie nach weiteren vergleichenden genetischen Studien wird seit etwa 1991 anerkannt, dass es sich um eine eigene Spezies neben der Westlichen Smaragdeidechse (Lacerta bilineata) handelt. Es ist noch nicht abschließend geklärt, ob das Taxon als Lacerta viridis oder Lacerta media zu bezeichnen ist.

## Merkmale
Die Art erreicht eine Kopf-Rumpf-Länge von 12 bis 14 cm. Die Kopfoberseite ist grünlich oder bräunlich, die restliche Oberseite der erwachsenen Männchen ist vollständig grün, die Weibchen tragen helle Längsstreifen. Der Schwanz ist lang, das hintere Schwanzende kann von bräunlicher Farbe sein. An der Halsseite tragen beide Geschlechter blaue Flecken, beim Männchen sind diese auch an der Seite und an der Schwanzwurzel zu finden.

## Lebensraum
Smaragdeidechsen bevorzugen sonnenerwärmte, süd-/südwest-/südostexponierte Geländehänge und eine Mischung aus offenen Strukturen und mosaikartiger Vegetation als Habitat. Besonders geeignet sind beispielsweise trockenere Waldränder, Halbtrockenrasen (nicht jedoch gebüschlose Trockenrasen) und halboffene Weidelandschaften. In Smaragdeidechsen-Habitaten sind häufig Ansammlungen von Steinen mit erreichbarem Lückensystem (z. B. Lesesteinhaufen und Trockenmauern) zu finden. Die Eidechse kommt sowohl in höheren Gebirgslagen (Israel, Libanon) wie auch in Gebieten auf Meereshöhe vor. Am Schwarzen Meer auch in Dünengebieten in Strandnähe. Die tagaktiven Tiere nehmen insbesondere morgens und abends ausgedehnte Sonnenbäder. Bei Gefahr huschen sie sehr flink in schützende Vegetation sowie in Spalten und Höhlungen.

## Verbreitung
Die Art ist in Armenien und Aserbaijan, in Georgien, Iran, Israel, Jordanien, Libanon, Syrien, Türkei und in Russland zu finden.

## Unterarten
- Lacerta media ciliciensis Schmidtler, 1975
- Lacerta media isaurica Schmidtler, 1975
- Lacerta media israelica Peters, 1964
- Lacerta media media Lantz & Cyrén, 1920
- Lacerta media wolterstorffi Mertens, 1922